# Garcinia cubensis
Garcinia cubensis är en tvåhjärtbladig växtart som först beskrevs av A. Borhidi, och fick sitt nu gällande namn av A. Borhidi. Garcinia cubensis ingår i släktet Garcinia och familjen Clusiaceae. Inga underarter finns listade i Catalogue of Life.